# 菱斑小头蛇
菱斑小头蛇（学名：Oligodon catenata）为游蛇科小头蛇属的爬行动物，俗名红宝蛇。分布于越南、缅甸、柬埔寨以及中国大陆的广西、福建等地，多栖息于海拔700-1000米的高山。其生存的海拔范围为700至1000米。该物种的模式产地在印度阿萨姆。

## 保护
本种于2023年被收录入《有重要生态、科学、社会价值的陆生野生动物名录》。